# برايان غرير
برايان غرير هو لاعب هوكي الجليد كندي، ولد في 15 يوليو 1974 في أوريليا في كندا.

## وصلات خارجية
- برايان غرير على موقع EliteProspects.com (الإنجليزية)
- برايان غرير على موقع HockeyDB.com (الإنجليزية)